# Rhagadochir beauxii
Rhagadochir beauxii is een insectensoort uit de familie Archembiidae, die tot de orde webspinners (Embioptera) behoort. De soort komt voor in Oeganda.
Rhagadochir beauxii is voor het eerst wetenschappelijk beschreven door Davis in .